# Carl Froch
Carl Froch (n. 2 iulie 1977, Nottingham, Anglia, Regatul Unit) este un boxer  englez, campion mondial IBF la categoria supermijlocie, fost dublu campion mondial WBC la categoria supermijlocie.

## Rezultatele înregistrate în boxul profesionist
| 33 Victorii (24 cnocauturi, 9 decizii), 2 Înfrângeri (0 cnocauturi, 2 decizii), 0 Egaluri |          |                   |     |       |            |                                                                  | |
| Rez.                                                                                      | Palmares | Oponent           | Tip | Runda | Data       | Locația                                                          | Note |
| Victorie                                                                                  | 33-2     | George Groves     | KO  | 8     | 2014-05-31 | Wembley Stadium, Londra, Regatul Unit                            | A păstrat titlul IBF la categoria supermijlocie și titlul WBA Unificat la categorie supermijlocie.                    |
| Victorie                                                                                  | 32-2     | George Groves     | TKO | 9     | 2013-11-23 | Phones4u Arena, Manchester, Regatul Unit                         | A păstrat titlul IBF la categoria supermijlocie și titlul WBA Unificat la categorie supermijlocie.                    |
| Victorie                                                                                  | 31-2     | Mikkel Kessler    | UD  | 12    | 2013-05-25 | The O2 Arena, Londra, Regatul Unit                               | A păstrat titlul IBF la categoria supermijlocie și a câștigat titlul WBA Unificat la categorie supermijlocie.         |
| Victorie                                                                                  | 30-2     | Yusaf Mack        | KO  | 3     | 2012-11-17 | Capital FM Arena, Nottingham, Regatul Unit                       | A păstrat titlul IBF la categoria supermijlocie.                                                                      |
| Victorie                                                                                  | 29-2     | Lucian Bute       | TKO | 5     | 2012-05-26 | Capital FM Arena, Nottingham, Regatul Unit                       | A câștigat titlul IBF la categoria supermijlocie.                                                                     |
| Înfrângere                                                                                | 28–2     | Andre Ward        | UD  | 12    | 2011-12-17 | Boardwalk Hall, Atlantic City, New Jersey, Statele Unite         | A pierdut titlul WBC la categoria supermijlocie.                                                                      |
| Victorie                                                                                  | 28–1     | Glen Johnson      | DM  | 12    | 2011-06-04 | Boardwalk Hall, Atlantic City, New Jersey, Statele Unite         | A păstrat titlul WBC la categoria supermijlocie.                                                                      |
| Victorie                                                                                  | 27–1     | Arthur Abraham    | DU  | 12    | 2010-11-27 | Hartwall Arena, Helsinki, Finlanda                               | A câștigat titlul vacant WBC la categoria supermijlocie.                                                              |
| Înfrângere                                                                                | 26–1     | Mikkel Kessler    | UD  | 12    | 2010-04-24 | MCH Arena, Herning, Danemarca                                    | A pierdut titlul WBC la categoria supermijlocie.                                                                      |
| Victorie                                                                                  | 26–0     | Andre Dirrell     | SD  | 12    | 2009-10-18 | Trent FM Arena, Nottingham, Regatul Unit                         | A păstrat titlul WBC la categoria supermijlocie.                                                                      |
| Victorie                                                                                  | 25–0     | Jermain Taylor    | TKO | 12    | 2009-04-25 | Foxwoods Resort Casino, Mashantucket, Connecticut, Statele Unite | A păstrat titlul WBC la categoria supermijlocie.                                                                      |
| Victorie                                                                                  | 24–0     | Jean Pascal       | UD  | 12    | 2008-12-06 | Trent FM Arena, Nottingham, Regatul Unit                         | |
| Victorie                                                                                  | 23–0     | Albert Rybacki    | TKO | 4     | 2008-05-10 | Trent FM Arena, Nottingham, Regatul Unit                         | |
| Victorie                                                                                  | 22–0     | Robin Reid        | TKO | 5     | 2007-11-09 | Trent FM Arena, Nottingham, Regatul Unit                         | A păstrat titlul BBBofC British la categoria supermijlocie.                                                           |
| Victorie                                                                                  | 21–0     | Sergey Tatevosyan | TKO | 2     | 2007-03-23 | Trent FM Arena, Nottingham, Regatul Unit                         | |
| Victorie                                                                                  | 20–0     | Tony Dodson       | KO  | 3     | 2006-11-24 | Trent FM Arena, Nottingham, Regatul Unit                         | A păstrat titlurile BBBofC British & Commonwealth (British Empire) la categoria supermijlocie.                        |
| Victorie                                                                                  | 19–0     | Brian Magee       | KO  | 11    | 2006-05-26 | York Hall, Bethnal Green, Londra, Regatul Unit                   | A păstrat titlurile BBBofC British & Commonwealth (British Empire) la categoria supermijlocie.                        |
| Victorie                                                                                  | 18–0     | Dale Westerman    | TKO | 9     | 2006-02-17 | York Hall, Bethnal Green, Londra, Regatul Unit                   | A păstrat titlul Commonwealth (British Empire) la categoria supermijlocie.                                            |
| Victorie                                                                                  | 17–0     | Ruben Groenewald  | TKO | 5     | 2005-02-12 | Trent FM Arena, Nottingham, Regatul Unit                         | A păstrat titlul Commonwealth (British Empire) la categoria supermijlocie.                                            |
| Victorie                                                                                  | 16–0     | Matthew Barney    | UD  | 12    | 2005-07-09 | Trent FM Arena, Nottingham, Regatul Unit                         | A păstrat titlurile BBBofC British & Commonwealth (British Empire) la categoria supermijlocie.                        |
| Victorie                                                                                  | 15–0     | Henry Porras      | TKO | 8     | 2005-04-21 | Avalon, Hollywood, California, Statele Unite                     | |
| Victorie                                                                                  | 14–0     | Damon Hague       | TKO | 1     | 2004-09-24 | Trent FM Arena, Nottingham, Regatul Unit                         | A păstrat titlul Commonwealth (British Empire) și a câștigat titlul vacant BBBofC British la categoria supermijlocie. |
| Victorie                                                                                  | 13–0     | Mark Woolnaugh    | TKO | 9     | 2004-06-02 | Trent FM Arena, Nottingham, Regatul Unit                         | A păstrat titlul Commonwealth (British Empire) la categoria supermijlocie.                                            |
| Victorie                                                                                  | 12–0     | Charles Adamu     | UD  | 12    | 2004-03-12 | Trent FM Arena, Nottingham, Regatul Unit                         | A câștigat titlul Commonwealth (British Empire) la categoria supermijlocie.                                           |
| Victorie                                                                                  | 11–0     | Dmitry Adamovich  | TKO | 2     | 2004-01-30 | Dagenham, Essex, Regatul Unit                                    | |
| Victorie                                                                                  | 10–0     | Alan Page         | TKO | 7     | 2003-11-28 | Derby, Derbyshire, Regatul Unit                                  | A câștigat titlul vacant BBBofC English la categoria supermijlocie.                                                   |
| Victorie                                                                                  | 9–0      | Vage Korcharyan   | UD  | 8     | 2003-10-04 | Alexandra Palace, Londra, Regatul Unit                           | |
| Victorie                                                                                  | 8–0      | Michael Monaghan  | TKO | 3     | 2003-04-16 | Trent FM Arena, Nottingham, Regatul Unit                         | |
| Victorie                                                                                  | 7–0      | Varuzhan Davtyan  | TKO | 5     | 2003-03-05 | York Hall, Bethnal Green, Londra, Regatul Unit                   | |
| Victorie                                                                                  | 6–0      | Valery Odin       | TKO | 6     | 2003-01-28 | Trent FM Arena, Nottingham, Regatul Unit                         | |
| Victorie                                                                                  | 5–0      | Mike Duffield     | TKO | 1     | 2002-12-21 | Dagenham, Londra, Regatul Unit                                   | |
| Victorie                                                                                  | 4–0      | Paul Bonson       | UD  | 6     | 2002-10-25 | York Hall, Bethnal Green, Londra, Regatul Unit                   | |
| Victorie                                                                                  | 3–0      | Darren Covell     | TKO | 1     | 2002-08-23 | York Hall, Bethnal Green, Londra, Regatul Unit                   | |
| Victorie                                                                                  | 2–0      | Ojay Abrahams     | KO  | 1     | 2002-05-10 | York Hall, Bethnal Green, Londra, Regatul Unit                   | |
| Victorie                                                                                  | 1–0      | Michael Pinnock   | TKO | 4     | 2002-03-16 | York Hall, Bethnal Green, Londra, Regatul Unit                   | Debutul la profesioniști.                                                                                             |